# Денні Куверманс
Денні Куверманс (нід. Danny Koevermans, нар. 1 листопада 1978, Східам) — нідерландський футболіст, що грав на позиції нападника. По завершенні ігрової кар'єри — тренер. З 2022 року очолює тренерський штаб команди «Мерефельдія».
Виступав, зокрема, за клуби «Спарта» та ПСВ, а також національну збірну Нідерландів.
Чемпіон Нідерландів. Володар Суперкубка Нідерландів.

## Клубна кар'єра
Народився 1 листопада 1978 року в місті Східам.
У дорослому футболі дебютував 2000 року виступами за команду «Спарта», в якій провів п'ять сезонів, взявши участь у 110 матчах чемпіонату. Більшість часу, проведеного у складі «Спарти», був основним гравцем атакувальної ланки команди. У складі «Спарти» був одним з головних бомбардирів команди, маючи середню результативність на рівні 0,65 гола за гру першості.
Протягом 2005—2007 років захищав кольори клубу АЗ.
Своєю грою за останню команду привернув увагу представників тренерського штабу клубу ПСВ, до складу якого приєднався 2007 року. Відіграв за команду з Ейндговена наступні чотири сезони своєї ігрової кар'єри. Граючи у складі ПСВ також здебільшого виходив на поле в основному складі команди. В новому клубі був серед найкращих голеодорів, відзначаючись забитим голом в середньому щонайменше у кожній третій грі чемпіонату. За цей час виборов титул чемпіона Нідерландів, ставав володарем Суперкубка Нідерландів.
Протягом 2011—2013 років захищав кольори клубу «Торонто».
Завершив ігрову кар'єру у команді «Утрехт», за яку виступав протягом 2014 року.

## Виступи за збірну
У 2007 році дебютував в офіційних матчах у складі національної збірної Нідерландів.
Загалом протягом кар'єри в національній команді, яка тривала 1 рік, провів у її формі 4 матчі, забивши 1 гол.

## Кар'єра тренера
Розпочав тренерську кар'єру відразу ж по завершенні кар'єри гравця, 2014 року, увійшовши до тренерського штабу клубу «Утрехт», де пропрацював з 2014 по 2015 рік.
Протягом тренерської кар'єри також очолював команду «Мерефельдія», а також входив до тренерських штабів клубів «Спарта», ПСВ та «Йонг ПСВ».
З 2022 року очолює тренерський штаб команди «Мерефельдія».
| Дата       | Місто        | Господарі  | Результат | Гості      | Турнір            | Голи | Примітки |
| ---------- | ------------ | ---------- | --------- | ---------- | ----------------- | ---- | -------- |
| 28-03-2007 | Целє (місто) | Словенія   | 0 – 1     | Нідерланди | Відбір до ЧЄ 2008 | -    | 73'      |
| 13-10-2007 | Констанца    | Румунія    | 1 – 0     | Нідерланди | Відбір до ЧЄ 2008 | -    | 85'      |
| 17-11-2007 | Роттердам    | Нідерланди | 1 – 0     | Люксембург | Відбір до ЧЄ 2008 | 1    | 43' 84'  |
| 21-11-2007 | Мінськ       | Білорусь   | 2 – 1     | Нідерланди | Відбір до ЧЄ 2008 | -    |          |
| Усього     |              | Матчів     | 4         |            | Голів             | 1    |          |

## Титули і досягнення

### Командні
- Чемпіон Нідерландів (1):

ПСВ: 2007-2008
- Володар Суперкубка Нідерландів (1):

ПСВ: 2008

### Особисті
- Кращий бомбардир Ерстедівізі: 2004-2005 (24 м'ячі)